# Leśne Domki
Leśne Domki (niem. Waldhaeuser) – przysiółek wsi Nowy Dwór w Polsce, położonej w województwie wielkopolskim, w powiecie nowotomyskim, w gminie Zbąszyń, przy trasie linii kolejowej Zbąszyń–Wolsztyn–Leszno.
Pod koniec XIX wieku Leśne Domki, wtedy pod nazwą Waldhaeuser wchodziły w skład powiatu międzyrzeckiego i liczyły 7 domostw i 73 mieszkańców. W latach 1975–1998 miejscowość administracyjnie należała do województwa zielonogórskiego.
Przysiółek znajduje się w odległości 3 km od miasta gminnego – Zbąszynia.